# 북방흰가슴고슴도치
북방흰가슴고슴도치(Erinaceus roumanicus)는 고슴도치과에 속하는 포유류의 일종이다. 이 종은 서쪽으로 폴란드와 오스트리아, 이전의 유고슬라비아 그리고 남쪽으로 크레타섬과 케르키라섬, 로도스섬의 개체군을 포함하여 그리스와 아드리아 제도에 분포한다. 동쪽으로 러시아와 우크라이나 그리고 더 멀리 시베리아의 오비강에서도 발견된다.
이 분포 지역 전역에 서식하며, 현저하게 개체군이 감소하는 신호는 보이지 않는다.
분류학적으로 한때는 유럽고슴도치(E. europaeus)의 아종으로, 그 이후에는 남방흰가슴고슴도치(E. roumanicus)의 아종으로 간주했었다. 1990대 이후에는 새로운 유전학적, 형태학적 연구 결과에 따라 별도의 종으로 분류하고 있으며, 다음과 같은 5종의 아종을 인정하고 있다.
- E. roumanicus roumanicus
- E. roumanicus bolkayi
- E. roumanicus drozdovskii
- E. roumanicus nesiotes
- E. roumanicus pallidus